# Xyris paraensis
Xyris paraensis là một loài thực vật hạt kín trong họ Hoàng đầu. Loài này được Poepp. ex Kunth miêu tả khoa học đầu tiên năm 1843.